# Dreikanter

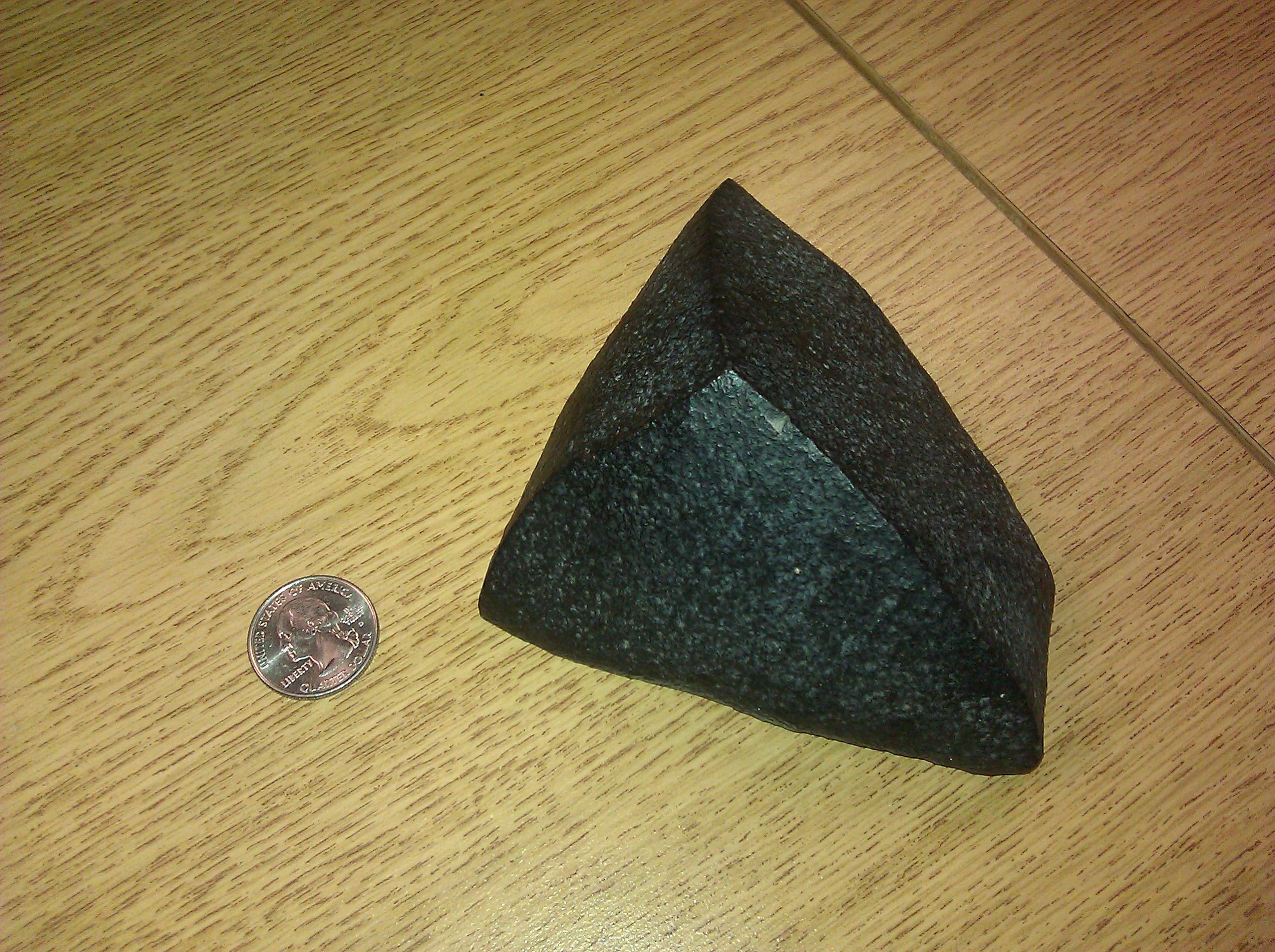
Un dreikanter du Wyoming, États-Unis.

Un dreikanter (de l'allemand signifiant « trois côtés ») est un caillou de forme pyramidale à plusieurs facettes taillé par l'action des vents (ventifact).
Un dreikanter ne doit pas être confondu avec un zweikanter, qui n'a que deux côtés, ou un einkanter, qui ne dispose que d'un côté exposé au vent.
La plupart des endroits sur la planète ont plusieurs processus d'altération agissant en même temps de sorte que trouver de bons exemples de dreikanters est souvent difficile. L'Antarctique est un bon endroit pour trouver de tels ventifacts puisque le vent est généralement le seul agent d'altération active. Beaucoup de spécimens de galets éolisés en quartz dans le nord-est des États-Unis ont été formés au Pléistocène lorsque l'absence de végétation facilitait l'érosion par le vent.

## Caractéristiques communes
Quelques caractéristiques communes des dreikanters comprennent des cannelures polies, des arêtes vives, des rainures et des formes hélicoïdales.
« Sur le terrain, on trouve côte à côte, indifféremment, des cailloux à 1, 2, 3, 4 arêtes et souvent davantage. Les cailloux à une seule arête et deux faces éolisées (zweikanter) sont fréquents aux petites tailles (1-6 cm). Même lorsque le caillou possède trois arêtes, elles réalisent très rarement la pyramide triangulaire caractéristique des dreikanter (fig. 13). On peut se demander si les dreikanter représentent le stade ultime, très rarement réalisé, vers lequel tendrait la corrasion éolienne. En réalité, contrairement à une idée trop répandue, les dreikanter apparaissent sur le terrain comme un cas particulier, ni plus fréquent, ni plus typique que toute autre forme de caillou éolien ».

## Formation
Dans les zones où il y a un vent dominant, le sable et les débris donnent aux parois rocheuses un aspect aplati et poli. Cela change la distribution de masse de la roche et peut faire tourner une autre face vers le vent. Si ce processus se poursuit tranquillement, la roche résultant aura plusieurs faces aplaties et polies distinctes.
Les dreikanters se forment généralement dans des environnements secs et arides de roches dures (reg venteux).